# Catalogo Avedisova
Il Catalogo Avedisova è un catalogo astronomico compilato dall'astronoma russa Veta Avedisova nel 2002 assieme ai suoi collaboratori dell'Institute of Astronomy di Mosca e pubblicato sotto il nome A Catalog of Star-Forming Regions in the Galaxy (Un catalogo delle regioni di formazione stellare nella Galassia).
Questo catalogo contiene informazioni su 3235 regioni di formazione stellare situate all'interno della Via Lattea e si basa su dati ottenuti tramite osservazioni a più lunghezze d'onda, fra le quali gli infrarossi e le onde radio; comprende i riferimenti agli oggetti astronomici di altri cataloghi, come gli ammassi aperti e le associazioni OB, le regioni H II dei cataloghi Sharpless, Gum e RCW, le radiosorgenti di Westerhout, i maser e le sorgenti infrarosse dell'IRAS, per un totale di oltre 66.000 oggetti.